# ラルビ・ベンバレク
ラルビ・ベンバレク（العربي بن مبارك, Larbi Benbarek、1914年6月16日 - 1992年9月16日）は、モロッコ・カサブランカ出身の元サッカー選手、サッカー指導者。元フランス代表。1940年代から1950年代にかけて活躍し、ヨーロッパの舞台で活躍した最初のアフリカ出身の選手である。

## 経歴
ベンバレクは20歳のときにフランスのオリンピック・マルセイユへ移籍すると、優れたボールテクニックで攻撃陣をリードし、サポーターの支持を得た。第二次世界大戦の勃発により1940年にモロッコへ帰国したが、戦後は再びフランスリーグへ活躍の場を求め、スタッド・フランセへ移籍した。
1948年からはスペインのアトレティコ・マドリードへ移籍。同年9月19日のアスレティック・ビルバオ戦でリーグデビューを飾った（試合は4-1でアトレティコの勝利）。アトレティコではリーグ通算113試合に出場し56得点を記録。1950年と1951年のリーグ連覇に貢献した。1954年にフランスのマルセイユに復帰し、翌1955年に40歳で現役を引退した。
1938年にフランス代表に選出され、同年9月4日のイタリア戦で代表デビューを飾った（試合は0-1でイタリアの勝利）。1954年10月16日の西ドイツ戦で代表から退くまで、国際Aマッチ17試合に出場した。
引退後はモロッコへ帰国し、1958年にフランスからの独立後として初のモロッコ代表監督を務めた。
1992年9月16日、故郷のカサブランカで死去。78歳没。彼の死から6年後の1998年に、生前の功績が認められ、国際サッカー連盟からFIFA功労者表彰が贈られた。